# Akseli Rauanheimo
Akseli Kustaa Rauanheimo (hette till 1906 Axel Gustaf Leonard Järnefelt), född 27 mars 1871 i Nurmes, död 19 maj 1932 i Montréal, var en finländsk journalist och riksdagsman.
Rauanheimo var mellan 1893 och 1898 redaktör för flera finsk-amerikanska tidningar och 1900–1915 för finländska. Han var Finlands konsul i Montréal 1923–1932.
Han publicerade flera verk om amerikafinländarnas liv.